# ماركو مارتن (عازف بيانو)
ماركو مارتن (بالإستونية: Marko Martin)‏ هو عازف بيانو إستوني، ولد في 1975.

## وصلات خارجية
- ماركو مارتن على موقع ميوزك برينز (الإنجليزية)